# Aleksa Purić
Aleksa Purić (Šabac, 7 de julio de 2003) es un futbolista serbio que puede jugar como defensa en el Atlético Madrileño de la Primera Federación.

## Trayectoria
Nacido en Šabac, Serbia, es un futbolista formado en las categorías inferiores del Školi fudbala Savacium y más tarde, firmó por el FK Partizan. 
El 16 de octubre de 2020, firmó su primer contrato profesional con el club de Belgrado.
En 2021, Purić firmó en calidad de cedido por el FK Teleoptik de la tercera división de Serbia. 
El 17 de julio de 2023, dejó el Partizan y firmó por el Doxa Katokopias FC de la Primera División de Chipre, con el que disputó 31 partidos, acumulando un total de 2.536 minutos en los que marcó un tanto.
El 4 de julio de 2024, Purić fichó por el Racing Club de Ferrol de la Segunda División de España.